# Alabagrus erythromelas
Alabagrus erythromelas är en stekelart som först beskrevs av Brulle 1846.  Alabagrus erythromelas ingår i släktet Alabagrus och familjen bracksteklar. Inga underarter finns listade i Catalogue of Life.